# TVI Internacional
TVI Internacional (TeleVisão Independente Internacional) est la déclinaison internationale de la chaîne portugaise TVI.
Lancée le 30 mai 2010, elle est la troisième chaîne portugaise à destination de l'international, aux côtés de RTP Internacional et SIC Internacional. Elle est aussi la deuxième chaîne de télévision créée par TVI, avec TVI 24.

## Identité visuelle

Logo de TVI Internacional entre 2012 et 2015.
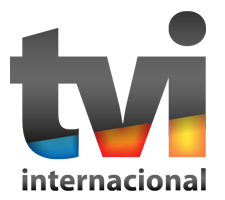
Logo de TVI Internacional depuis février 2017.

## Diffusion
Initialement créée à destination des PALOP, elle est diffusée dès sa création en Angola (à travers l'opérateur de TV par satellite ZAP, et il est prévu qu'elle soit diffusée au Mozambique.
Depuis le 17 mars 2011, TVI Internacional est diffusée en clair sur le satellite Hispasat 1D 30°W. Au mois de juin 2011, TVI International a été incluse dans l'offre de chaînes gratuites de la TNT de la principauté d'Andorre.
À partir du 6 février 2012, TVI Internacional est diffusé sur l'opérateur luxembourgeois P&T Luxembourg, et à partir du 29 février 2012, c'est l'opérateur Naxoo dans les cantons de Genève et Valais qui la diffuse.
Depuis le début du mois d'avril de 2012, elle est disponible en France dans la TV d'Orange en option. Depuis mai de 2013, la chaîne portugaise élargit son offre en France dans le service de TV disponibilisé par Freebox.

## Programmation
La programmation de TVI Internacional est essentiellement composée de programmes de TVI, mais diffuse aussi des programmes de TVI 24, ainsi que des programmes qui lui sont propres. Pour des raisons de droits, la chaîne ne diffuse pas de séries étrangères, de sport ou de films, au contraire de la chaîne-mère au Portugal.